# Helmholtz-Gymnasium Hilden
Das Helmholtz-Gymnasium Hilden (HGH) ist ein städtisches Gymnasium in Hilden im Ganztagsbetrieb. Namensgeber ist entsprechend der ursprünglich mathematisch-naturwissenschaftlichen Ausrichtung der Physiker Hermann von Helmholtz. In den 1950er Jahren wurde ein neusprachlicher Zweig angegliedert. Gegenwärtig ermöglicht das Helmholtz-Gymnasium seinen Schülerinnen und Schülern differenzierte Schwerpunktbildungen im Rahmen ihrer Schullaufbahn.

## Geschichte
Am 13. April 1910 nahm die Schule als städtische Realschule den Betrieb auf. Erster Schulleiter war der Oberlehrer Heinrich Pfennig (* 25. August 1881 in Krefeld; † 18. Mai 1939 in Hilden). Die erste Klasse mit 27 Schülern musste sich noch mit einem Raum in der evangelischen Volksschule an der Schulstraße begnügen. Erst 1915 bekam die städtische Realschule ihr eigenes Gebäude an der Gerresheimer Straße. Vom 17. Dezember 1918 bis zum 31. Oktober 1919 blieb das Gebäude von schottischen Besatzern beschlagnahmt, worunter die Bausubstanz litt. Währenddessen fand der Unterricht unter unhygienischen Umständen im Betsaal einer Sekte an der Südstraße statt. Bei der Rückkehr in die Gerresheimer Straße im Jahre 1920 war das Gebäude in einem beklagenswerten Zustand, es fehlten Einrichtungsgegenstände (Tafeln, Tische und Schränke), Bücher aus der Bücherei und Sportgeräte.
1923 erfolgte die Umwandlung der Helmholtz-Realschule in eine Oberrealschule, so dass die Schüler ab 1926 die Allgemeine Hochschulreife ablegen konnten.
Während der Zeit des Nationalsozialismus geriet auch diese Schule unter den Einfluss der damaligen Politik und Ideologie. Die Hitler-Jugend hielt auch in diese Schule Einzug. Über 100 Schüler und Lehrer fielen im Zweiten Weltkrieg. Die Schule erlitt außerdem schwere materielle Schäden und Verluste.
Zur Erhaltung und Erneuerung des Schulbetriebs trugen mit großzügigen Spenden Unternehmer der Stadt bei, insbesondere der Fabrikant Walter Wiederhold, Vater der späteren Bürgermeisterin Ellen Wiederhold.
1973 zog das Helmholtz-Gymnasium von seinem jahrzehntelangen Standort, Gerresheimer Straße, in das vom Stadtkern abgelegene „Schulzentrum Holterhöfchen“ (benannt nach dem historischen Holterhöfchen) um, wo sich bereits je eine Haupt-, Real- und Berufsschule befanden. Das vorherige Schulgebäude an der Gerresheimer Straße wurde später renoviert und zu einem Kultur- und Weiterbildungszentrum umgebaut und ist heute als „Altes Helmholtz“ bekannt.
2010 feierte die Schule ihr hundertjähriges Bestehen.

## Schulbetrieb

### Überblick
In der Schule wurden im Schuljahr 2017/2018 ca. 900 Schüler von 76 Lehrerinnen und Lehrern im Ganztagsbetrieb unterrichtet. Zwei Schulsozialpädagogen, weitere Honorarkräfte und eine Vielzahl ehrenamtlicher Mitarbeiter tragen das außerunterrichtliche Ganztagsangebot (Mittagsbetreuung, Arbeitsgemeinschaften, Neigungsgruppen, Selbstlernzentrum, Hausaufgabenbetreuung). Einige Meter weiter befindet sich das Berufskolleg Hilden des Kreises Mettmann und die Marie-Colinet-Sekundarschule.

### ALmöHi
Der Begriff ist ein Kofferwort aus „Alternative Lernmöglichkeiten in Hilden“, angelehnt an die Figur des Almöhi aus Spyris Heidi-Erzählungen. (Berufs)erfahrene Senioren vermitteln ehrenamtlich ihre Kenntnisse und Fertigkeiten in außerunterrichtlichen Arbeitsgemeinschaften im Rahmen des Ganztagsbetriebs an Schülerinnen und Schüler der Unterstufe.

### Jugend forscht
Die Schule nimmt regelmäßig am Wettbewerb Jugend forscht teil. Neben zahlreichen Preisträgern in Regional- und Landeswettbewerben stellte sie 2001 die Bundessieger im Fach Chemie. 2006 gewann der Wettbewerbsbeitrag im Fach Biologie den Umweltpreis auf Bundesebene.

### Verein der Freunde und Förderer (VFF)
Seit 1959 besteht an der Schule ein Förderverein, der die Unterstützung rund um die Schule gewährleistet und als Gesellschafter die schuleigene Mensa gGmbH trägt.

### Schulsanitätsdienst
Im Schuljahr 1998/99 wurde auf Wunsch der Elternschaft hin in Form des Schulsanitätsdienstes eine Möglichkeit für die Schüler geschaffen, erste Schritte im Bereich der Ersten Hilfe zu erlernen.
Die Ausbildung kann sowohl als Wahlpflichtfach als auch als außerunterrichtliche AG durchgeführt werden. Die Schüler sind nach Abschluss des 6–12 monatigen Kurses in der Lage, bei Verletzungen und Spontanerkrankungen im Schul- und Privatkreis helfen.

## Angebote zur Schwerpunktbildung im Rahmen der Schullaufbahn

### Naturwissenschaftlich
Mit der Belegung der Differenzierungskurse „praktische Naturwissenschaften“ ab der achten Jahrgangsstufe werden den Schülerinnen und Schülern insbesondere handlungsorientierte Kompetenzen vermittelt:
- Das Helmholtz-Gymnasium ist anerkannte Aufzuchtstation für die artgeschützte, vom Aussterben bedrohte Geburtshelferkröte; das Verfahren zur Vermehrung wurde im Rahmen eines Jugend-forscht-Projekts von Helmholtzschülerinnen entwickelt[10]. Die Schülerinnen und Schüler der neunten Jahrgangsstufe betreuen die Zucht und pflegen das schuleigene Freigehege.
- Schülerinnen und Schüler der Kurse pflegen den hauseigenen Nutzgarten.
- In der achten Jahrgangsstufe erhalten alle Teilnehmer der Kurse eine Grundausbildung in Erster Hilfe und werden im Schulsanitätsdienst eingesetzt.
- In der Oberstufe kann eine naturwissenschaftliche Profilierung gewählt werden; alle MINT-Fächer werden als Leistungskurse angeboten, die Möglichkeit der Wahl beider Leistungskurse aus dem mathematisch-naturwissenschaftlichen Aufgabenfeld wird garantiert.

### Sprachlich
- Als erste Fremdsprache ab der fünften Jahrgangsstufe wird Englisch unterrichtet.
- Im Rahmen einer Begabtenfördermaßnahme wird Schülerinnen und Schülern ab der sechsten Jahrgangsstufe das gleichzeitige Erlernen der lateinischen und der französischen Sprache ermöglicht; in der Regel besteht Wahlmöglichkeit zwischen Latein (zum Erwerb des Latinums) und Französisch.
- Im Differenzierungsbereich ab der achten Jahrgangsstufe werden die Fächer Französisch und Spanisch als dritte (ggf. vierte) Fremdsprache angeboten.
- In außerunterrichtlichen Arbeitsgemeinschaften werden Schülerinnen und Schüler ab der neunten Jahrgangsstufe auf die Zertifikatsprüfungen DELF und DELE bis zum Referenzniveau B1 vorbereitet; eine individuelle Vorbereitung auf die Zertifizierung des C-Niveaus ist möglich.
- In der Oberstufe kann eine sprachliche Profilierung gewählt werden; die Möglichkeit der Wahl zweier Fremdsprachen als Leistungskurse wird garantiert. Französisch, Spanisch und Italienisch (als schulübergreifender Zentralkurs) können auch als neueinsetzende Fremdsprache in der Oberstufe gewählt werden, sodass bei entsprechender Wahl der Sprachenfolge Kenntnisse in bis zu fünf Fremdsprachen erworben werden können.

### Sportlich
- Ab der achten Jahrgangsstufe werden interessierte Schülerinnen und Schüler als Sporthelfer ausgebildet.
- In der Oberstufe kann das Fach Sport als zweiter Leistungskurs belegt werden.

### Musisch
Teilnehmer der „Singklasse“ ab der fünften Jahrgangsstufe erarbeiten sämtliche Unterrichtsinhalte des Faches Musik durch Singen. Die Schülerinnen und Schüler proben als Chor Lieder und Chorwerke praktisch ein; unterrichtsrelevanter Stoff wie etwa Musikgeschichte, Musiktheorie, Werkanalyse etc. werden hier situativ-integriert vermittelt. Während der Unterrichtszeit werden die Schüler neben dem Fachlehrer von einer professionellen Stimmbildnerin in Kleingruppen betreut. In der Oberstufe kann entsprechend „Vokalpraxis“ als Schwerpunkt gewählt werden.

### Individuell
Begabte Schüler können auf Antrag stundenweise vom Regelunterricht befreit werden, um in dieser Zeit unter individueller Begleitung einer Lehrkraft als Mentor eigenen Projekt- und Forschungsinteressen nachzugehen. 

## Weitere Auszeichnungen
Experimentalfilme aus den Literaturkursen der Oberstufe qualifizieren sich regelmäßig für die Auswahlliste des Schülerfilmfestivals NRW.

## Schulpartnerschaften und Austauschprogramme
- Belgien (französischsprachig): Collège Saint-Louis, Liège
- China: Hochschullgymnasium der Universität für Agrikultur, Beijing
- England: Helsby High School, Helsby
- Israel: Hebräisches Herzlia-Gymnasium, Tel Aviv
- Polen: Goethe-Gymnasium, Warschau (bis 2015); Gymnazjum Kikół, Kikół (seit 2016)

## Bekannte Schüler
- Gerd Albrecht (* 1946), Prähistorischer Archäologe und Autor
- Hans Wilhelm Alt (* 1945), Mathematiker
- Wolfgang Alt (* 1947), Mathematiker und Biologe
- Aleksandra Bechtel (* 1972), Fernsehmoderatorin
- Blumio (* 1985), Rapper
- Rahul Peter Das (* 1954), Professor der Südasienkunde
- Hans-Peter Feldmann (1941–2023), Konzeptkünstler
- Manfred Franke (1930–2020), Schriftsteller
- Frank Golczewski (* 1948), Historiker
- Bernard Henrichs (1928–2007), ehemaliger Kölner Dompropst
- Hans-Joachim Hoppe (* 1945), Osteuropa-Experte
- Andreas Jancke[16] (* 1978), Schauspieler und Moderator
- Wilhelm Korff (1926–2019), Theologe
- Sven Lorig (* 1971), Fernsehmoderator und -Journalist
- Leonhard Nienartowicz (1924–1995), Bildhauer, Glasmaler und Maler
- Alfred Noell (1933–2023), Journalist und Fernsehredakteur
- Claus Pommer (* 1969), Jurist, Politiker (parteilos),  Bürgermeister der Stadt Hilden (seit 2020)
- Werner Sonnenschein (1942–2017), Sportwissenschaftler
- Gert P. Spindler (1914–1997), Textilfabrikant, Publizist und Kunstmäzen
- Apostolos Tsalastras (* 1964), Erster Beigeordneter, Kämmerer und Kulturdezernent der Stadt Oberhausen
- Ellen Wiederhold[17] (1921–1995), Lackfabrikantin, Politikerin (CDU), Bürgermeisterin der Stadt Hilden (1969–1994)

## Bekannte Lehrer
- Franz Lamprecht (* 1951), Dirigent, Musiklehrer von 1976 bis 1981
- Helge Malchow (* 1950), Verleger, Lehrer von 1977 bis 1981
- Gebhard Schwermer (1930–2007), Künstler, Lehrer für Geschichte und Kunst von 1966 bis 1992